# (33819) 2000 AX119
2000 AX119 (asteroide 33819) é um asteroide da cintura principal. Possui uma excentricidade de 0.17941370 e uma inclinação de 12.35653º.
Este asteroide foi descoberto no dia 5 de janeiro de 2000 por LINEAR em Socorro.